# 문암서원
문암서원(五峰書院)은 대한민국 경상북도 봉화군 봉성면에 있었던 조선 시대의 서원이다. 1616년에 이황(李滉)과 조목(趙穆)의 덕행과 학문을 추모하기 위해 창건되었다가 서원철폐령으로 철폐되었다.